# Mamaia
Mamaia este o localitate componentă a municipiului Constanța din județul Constanța, Dobrogea, România. Se află în nordul municipiului și este o stațiune turistică de vară a litoralului românesc. Are foarte puțini locuitori permanenți (7, la recensământul din 2002), fiind însă suprapopulată pe parcursul verii.
Mamaia este construită pe un grind litoral între Marea Neagră și limanul numit Siutghiol (Süt-Göl: "lacul lăptos" în turcă). Grindul are o lungime de 8 km, însă o lățime de doar 300 m. Plaja foarte lungă, cu o lățime de până la 250 m, este acoperită cu un nisip mineral și cochilifer. De-a lungul acesteia se află multe magazine, restaurante, terase, cluburi și discoteci.

## Istorie

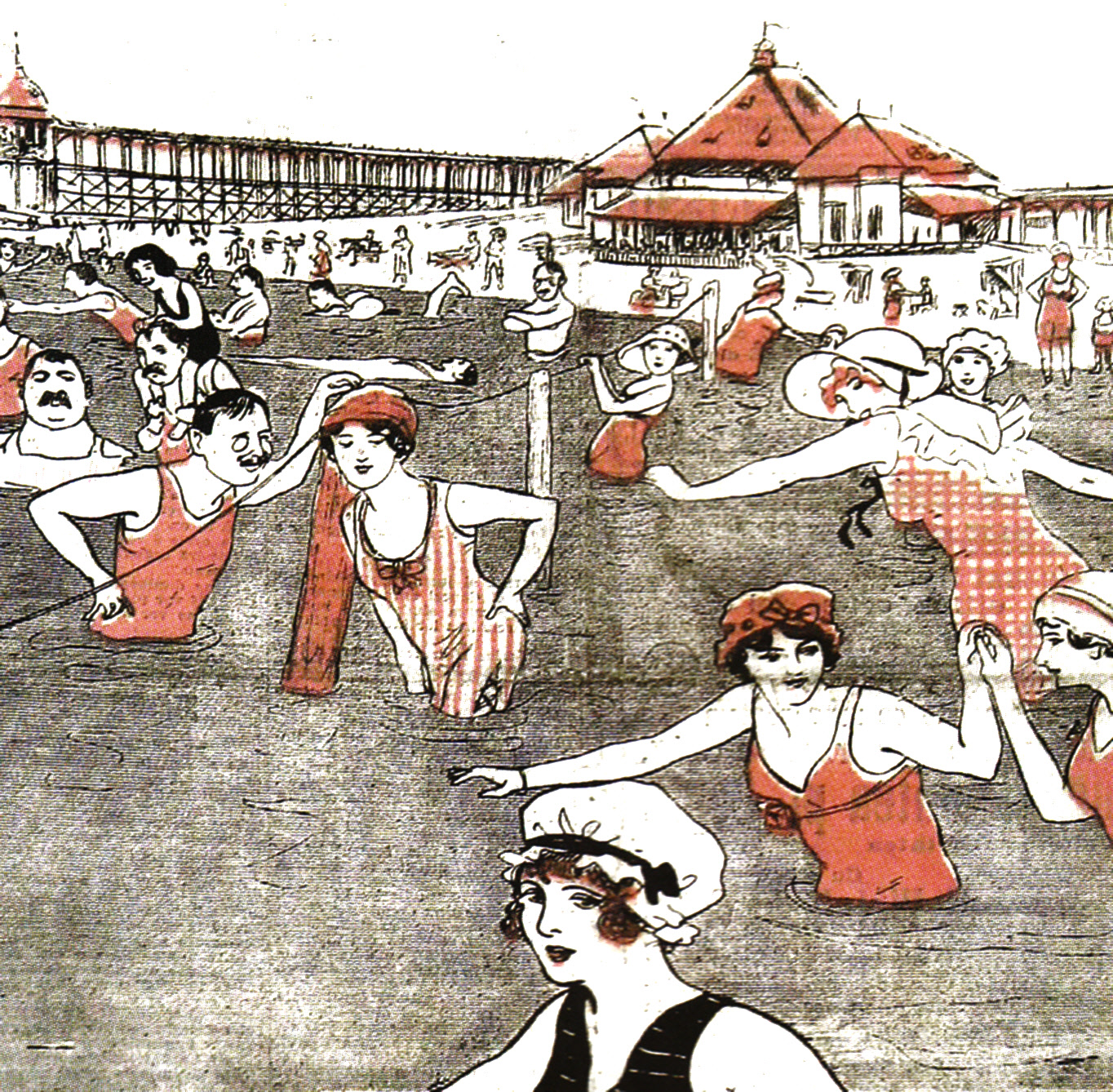
Poster publicitar în ziarul Dimineața din 1912, promovând turismul din stațiunea Mamaia

Mamaia, la nord de actuala stațiune, era inițial un sătuc dobrogean costier tipic, cu pescari greci și lipoveni, oieri români și crescători de cai tătari, denumirea provenind de la un proprietar tătar al locului din vremea stăpânirii turcești, pe nume Mamai. Amplasamentul actual al Mamaiei era neconstruit până în 1906, când apar primele cabine de lemn reunite sub două Pavilioane, terminate cu câte un foișor, și o punte care înainta în mare. Inaugurarea primelor construcții a avut loc pe 22 august 1906, acestea fiind amenajate după planurile arhitectului peisagist E. Recont, în urma extinderii portului către plajele existente din sudul Constanței și a mutării "băilor de mare" spre nord, respectiv în actuala Mamaia. Pentru a înlesni accesul turiștilor către Mamaia (mai precis, spre ceea ce este acum zona Cazinoului din Mamaia), între gara Constanța și stațiune se montează o linie de cale ferată pe traseul ocupat astăzi se află Bulevardul Mamaia. Aceasta cale ferată a dispărut prin anii 1960.

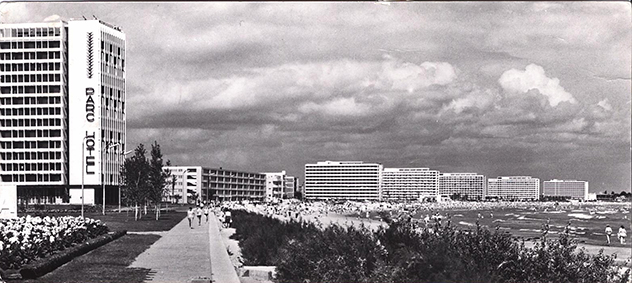
Mamaia în 1960

Aceste prime construcții au reprezentat centrul activităților turistice din stațiune până la dispariția lor într-un incendiu în 1920. Imediat după încheierea Primului Război Mondial, stațiunea se dezvoltă și începe amenajarea ei, odată cu construirea rezidenței de vară a familiei regale, în actualul Club Castel. În anul 1935 se construiește Cazinoul, iar în anul 1934 apare primul spațiu modern de cazare, o vilă mare. Primul hotel în adevăratul sens al cuvântului, a fost "Rex" (1936), dar, abia în 1957 încep să apară și hotelurile-bloc, primele fiind hotelul "Parc" și cel numit atunci "București" (actual, IAKI), care și astăzi reprezintă două dintre hotelurile mai înalte ale Mamaiei. În perioada comunistă, la Mamaia s-au realizat o serie de construcții fără un plan de urbanizare, pentru a putea fi suportat valul de turiști atrași de nisipul fin. Dezvoltarea stațiunii a fost în două etape : între 1959-1965 s-a dezvoltat partea sudică, iar partea nordică a fost ridicată în mare parte în timpul lui Ceaușescu, adică între 1982-1985. În această perioadă, Mamaia a devenit un adevărat „aspirator de valută”, atrăgând nu numai turiștii români sau din celelalte țări comuniste, dar și un mare număr de turiști din Europa de Vest, fie oameni cu venituri mici, fie opozanți de stânga ai guvernelor occidentale ori membri ai partidelor comuniste de acolo, bucuroși să-și facă vacanța într-o țară comunistă, ale cărei prețuri erau, pentru ei, foarte mici. Un turist prezent destul de des la Mamaia a fost secretarul general al Partidului Comunist din Franța : Georges Marchais. După 1989, Mamaia nu a mai fost o destinație frecventată de acești străini, devenind în schimb o destinație cu atât mai aglomerată de turiștii români. După dispariția tichetelor de vacanță prin sindicat (care limitau posibilitățile de cazare în regim de turism independent), oricine a putut plăti prețurile destul de ridicate practicate de hotelurile din Mamaia a putut să vină liber în stațiune, fără necesitatea înscrierii pe o listă gestionată de sindicat. La mijlocul anilor 2000, municipiul Constanța a înființat o stație de taxare la intrarea în stațiune, dar neavând temei legal, ideea a fost abandonată.

## Atracții

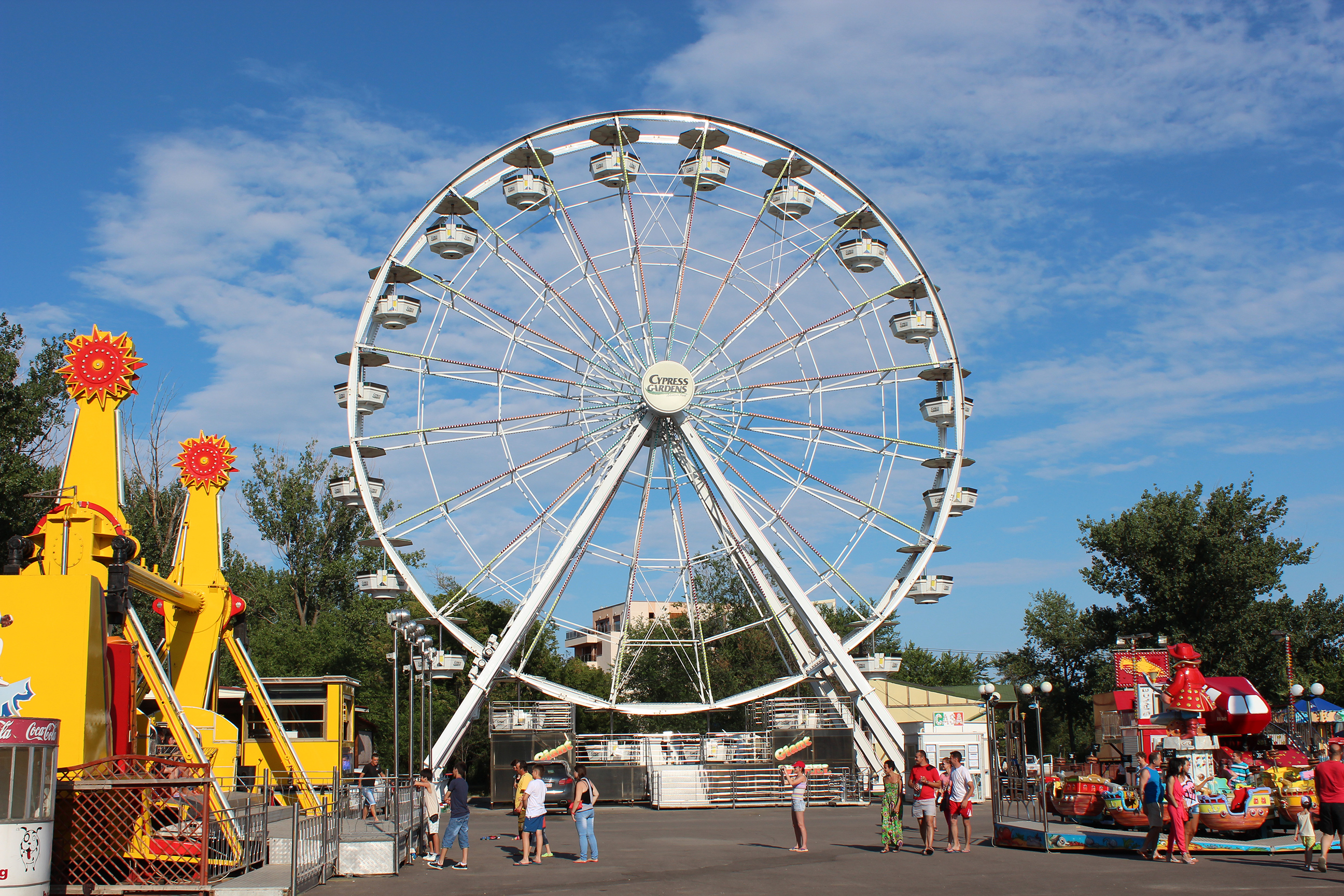
Roata

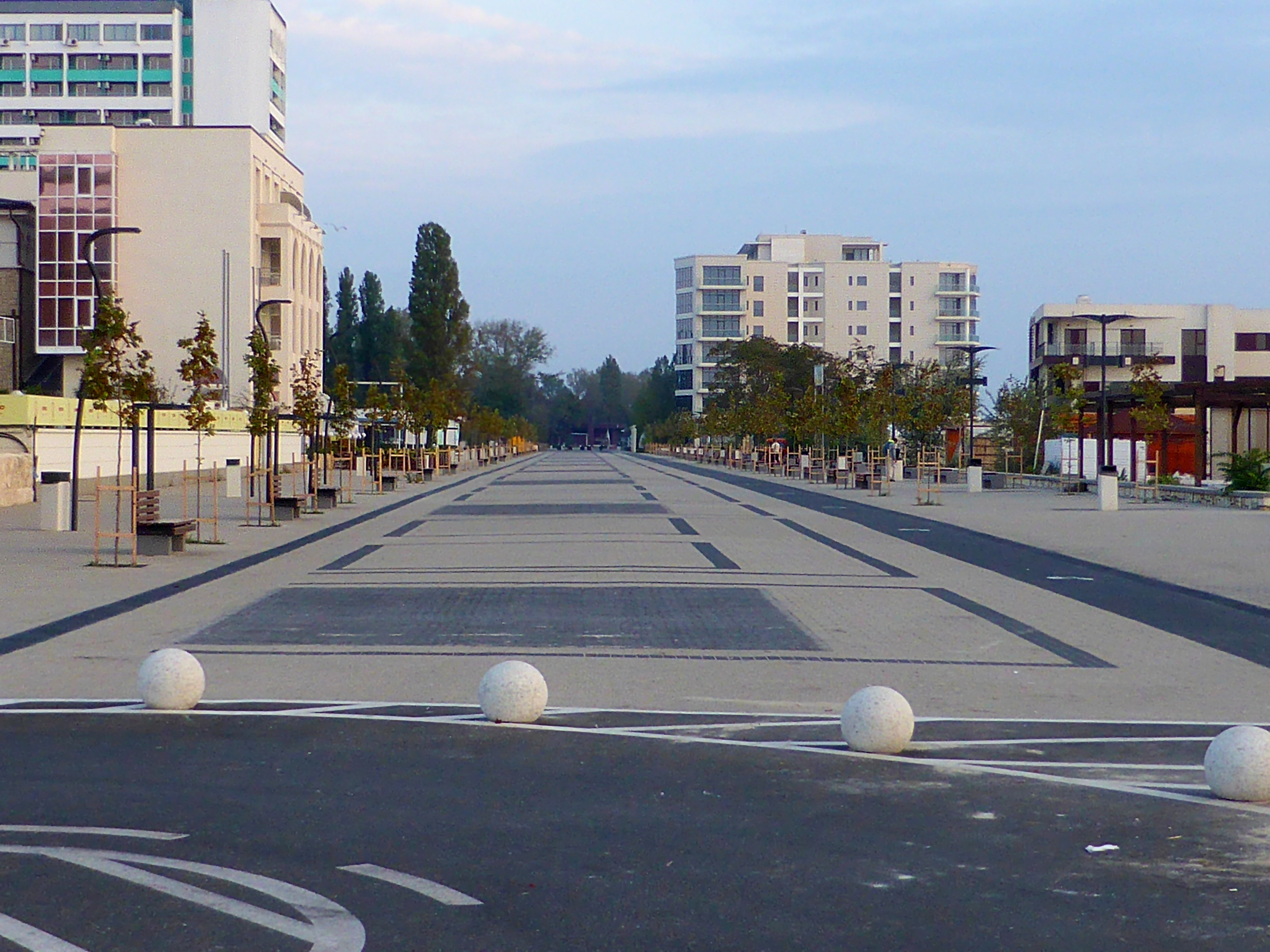
Promenada plajei din Mamaia

Principalele atracții ale Mamaiei sunt Satul de Vacanță, parcul de distracții "Aqua Magic" și telegondola. "Radio Vacanța" este postul de radio al stațiunii, care emite în fiecare an din mai până în octombrie, începând cu anul 1966 în cinci limbi (română, engleză, franceză, germană și rusă) în toate stațiunile de pe țărmul românesc al Mării Negre. În fiecare an, în timpul verii, în această stațiune se desfășoară Festivalul muzicii ușoare de la Mamaia.

### Satul de Vacanță
„Satul de Vacanță” este un loc pitoresc care găzduiește 31 de restaurante tradiționale românești, decorate în stil rustic, conform regiunii pe care o reprezintă fiecare. Una dintre atracțiile satului de vacanță sunt suvenirurile din scoici. Acestea sunt lucrate manual din scoici adunate iarna de pe malul marii.

### Aqua Magic

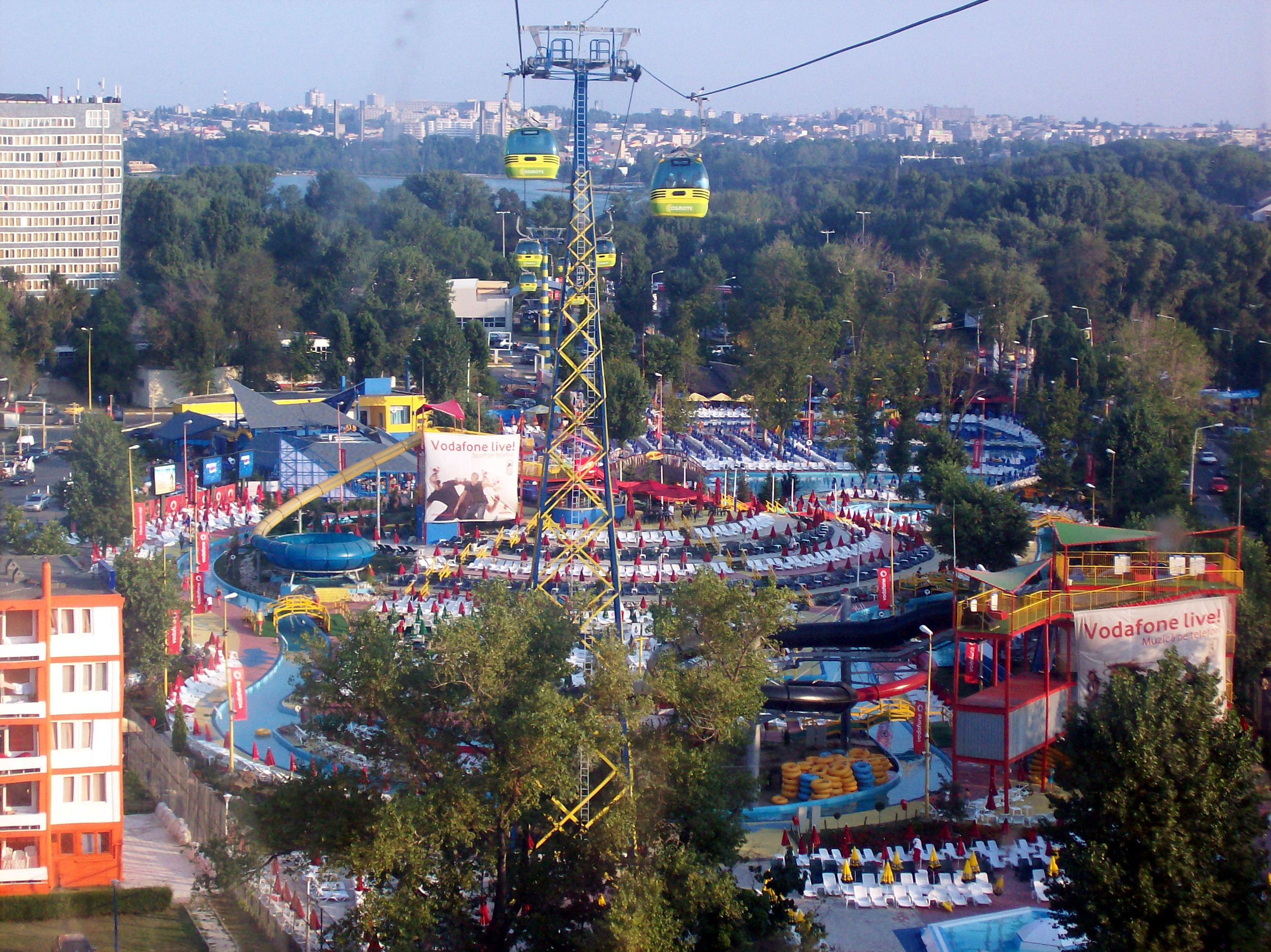
Aqua Magic văzut din telegondolă

"Aqua Magic" este cel mai modern parc acvatic de pe litoralul Mării Negre, ce se întinde pe o suprafață de 27.200 mp (2,7 hectare) și include tobogane, piscine pentru adulți și copii, căderi de apă, bazine, restaurante, baruri, fast-food-uri și magazine de suveniruri.

### Telegondola
Inaugurată la 16 iulie 2004, după o investiție de aproximativ 3,5 milioane €, telegondola este un teleferic modern care face legătura între Cazino și Hotelul "Perla", pe un traseu de 2,1 km. Deplasarea se face la o înălțime de 50 m, cu o viteză de 5 metri pe secundă, întregul traseu fiind parcurs în șapte minute.

### Lacul Siutghiol

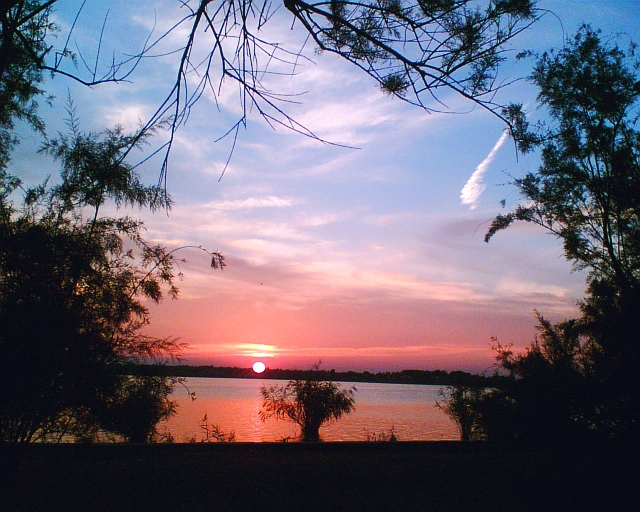
Lacul Siutghiol la apus

Lacul Siutghiol are o lungime de 7,5 km și o lățime de 2,5 km. Pe cele 1.900 hectare ale sale se practică sporturi nautice, precum schi nautic sau iahting. Lacul Siutghiol are o insulă calcaroasă, Ovidiu, cu o suprafață de 2 ha, pe care este amplasat un restaurant.

## Turism

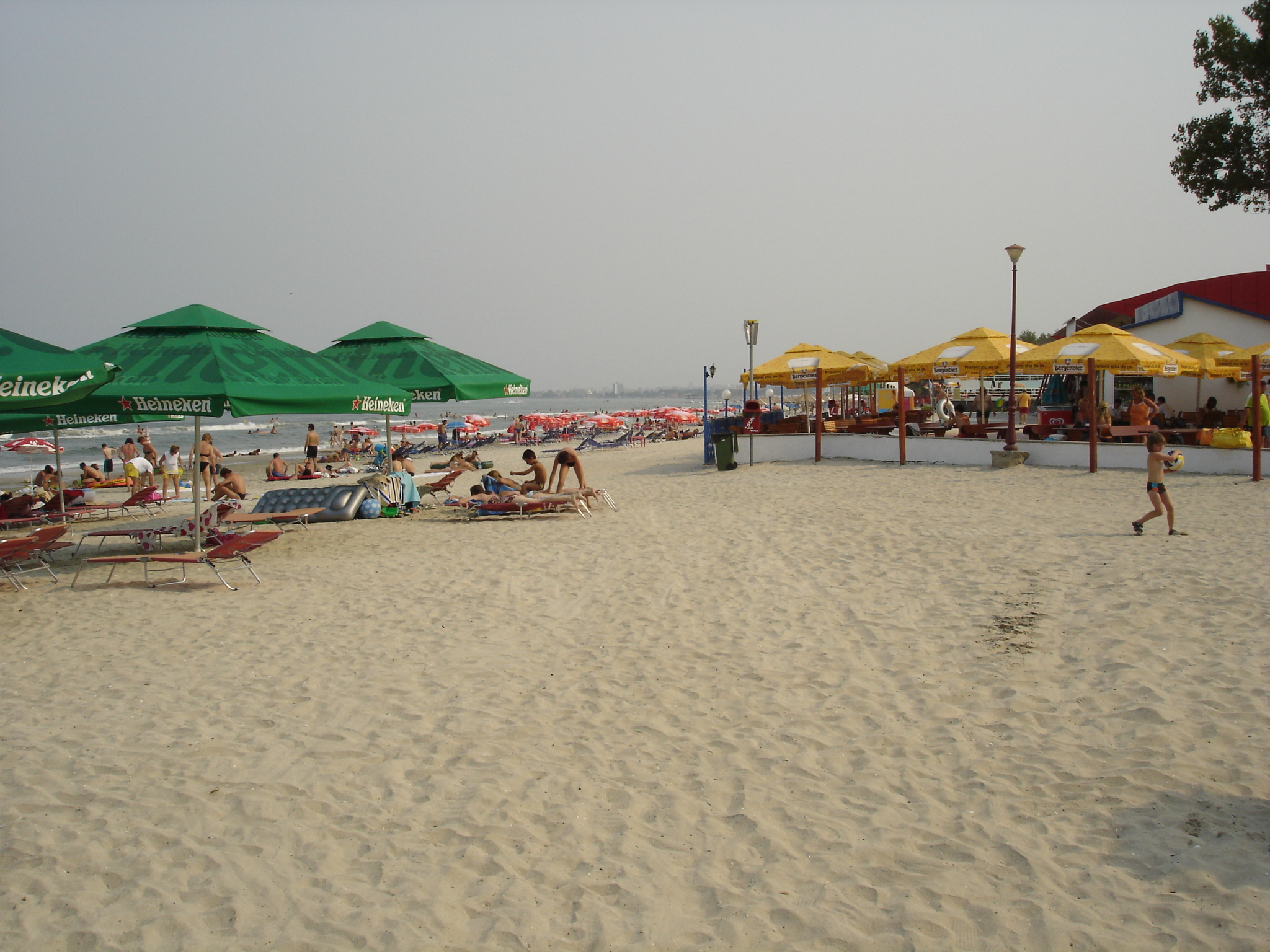
Plajă în stațiunea Mamaia

Condițiile de cazare s-au îmbunătățit în ultimii ani, pe măsură ce unele hoteluri au fost modernizate. În total, stațiunea poate caza 30.000 de turiști simultan în peste 60 de hoteluri de până la 5 stele. Plaja este ideală începând cu mijlocul lui mai și terminând cu septembrie târziu, când temperaturile medii depășesc 25 de grade Celsius. Apa este caldă până spre sfârșitul toamnei.
Anual, în Mamaia, la Teatrul de Vară se desfășoară Festivalul de Muzică Ușoară "Mamaia", împărțit pe trei secțiuni: Interpretare, Creație și Șlagăre. Între 27 și 28 mai 2004, în stațiunea românească s-a desfășurat a XI-a reuniune a șefilor de stat și de guvern din țările Europei Centrale.